# Sitio de Cartagena de Indias (1741)
El sitio o batalla de Cartagena de Indias, del 13 de marzo al 20 de mayo de 1741, fue el episodio decisivo que marcó el desenlace de la guerra del Asiento (1739-1748), uno de los conflictos armados entre España y Gran Bretaña ocurridos durante el siglo XVIII.
Como resultado de tensiones comerciales desde hacía tiempo, la guerra se libró principalmente en el mar Caribe; los británicos intentaron capturar puertos españoles clave en la región, incluidos Portobelo y Chagres en la actual Panamá, La Habana (actual Cuba) y Cartagena de Indias (actual Colombia).
Dos ataques navales anteriores fracasaron en 1740, mientras que el tercer intento en marzo de 1741 fue un asalto naval y terrestre combinado. Los británicos se vieron obligados a retirarse, tras haber perdido, según estimaciones, entre nueve mil quinientos y once mil quinientos hombres, influido por la fiebre amarilla; algunas unidades sufrieron tasas de mortalidad del 80 al 90 %. Fue una de las mayores derrotas en la historia de la Marina Real británica. La victoria demostró la capacidad de España para defender su posición y puso fin, en gran medida, a las operaciones militares en esta área. Ambos países pusieron su atención en la guerra de sucesión austriaca y las hostilidades terminaron con el Tratado de Aix-la-Chapelle de 1748.

## Antecedentes
En la época constituía para los ingleses una prioridad el disponer de plazas fuertes en tierra firme en el Golfo de México y el Mar Caribe, que querían convertir en británico y en el que ya disponían de algunas islas, siendo Jamaica la principal de ellas. El poder español a escala europea llevaba setenta años en claro declive, por lo que Gran Bretaña no estaba dispuesta a seguir aceptando unas condiciones enormemente desventajosas para ellos en lo que al comercio americano se refería. A pesar de aquella legalidad establecida como resultado de guerras pasadas, el contrabando por parte de mercantes ingleses era constante, y no era la primera vez que militares británicos intentaban poner pie en la costa, atacando ciudades o puertos poco protegidos, algunas veces con éxito momentáneo, pero al final los territorios siempre eran recuperados por los españoles.[cita requerida]
Dentro de este panorama, los problemas del contrabando y el corso en el Mar Caribe afectaban por igual a ambas potencias, aunque con ventaja española. Los británicos reconocen haber capturado doscientos treinta y un buques españoles frente a trescientos treinta y uno británicos capturados por los españoles, hasta septiembre de 1741, mientras que los recuentos españoles hablan de veinticinco frente a ciento ochenta y seis, aunque a pesar de la gran discordancia de cifras, ambos recuentos reconocen ventaja para los españoles.[cita requerida]
Y precisamente uno de los muchos problemas de contrabando, ocurrido en 1738 frente a las costas de Florida, fue el utilizado por Gran Bretaña como pretexto para tratar una vez más de arrebatar a España sus posesiones americanas. El incidente, que traería tan terribles consecuencias, se produjo cuando un guardacostas español, La Isabela, al mando del capitán Juan de León Fandiño, apresó a un capitán contrabandista británico, Robert Jenkins y supuestamente en castigo le cortó una oreja al tiempo que le decía: «Ve y dile a tu rey que lo mismo le haré si a lo mismo se atreve».[cita requerida]
No hay ninguna evidencia de que Jenkins compareciera en el Parlamento británico. Tradicionalmente a esta guerra se le conoció en Gran Bretaña como "The Spanish War". Se popularizó el término "War of Jenkins' Ear", ideado por el escocés Thomas Carlyle, tras la publicación en 1858 de su obra History of Friedrich II (en cuyo libro XI, cap. VI se emplea por primera vez la expresión).[cita requerida]

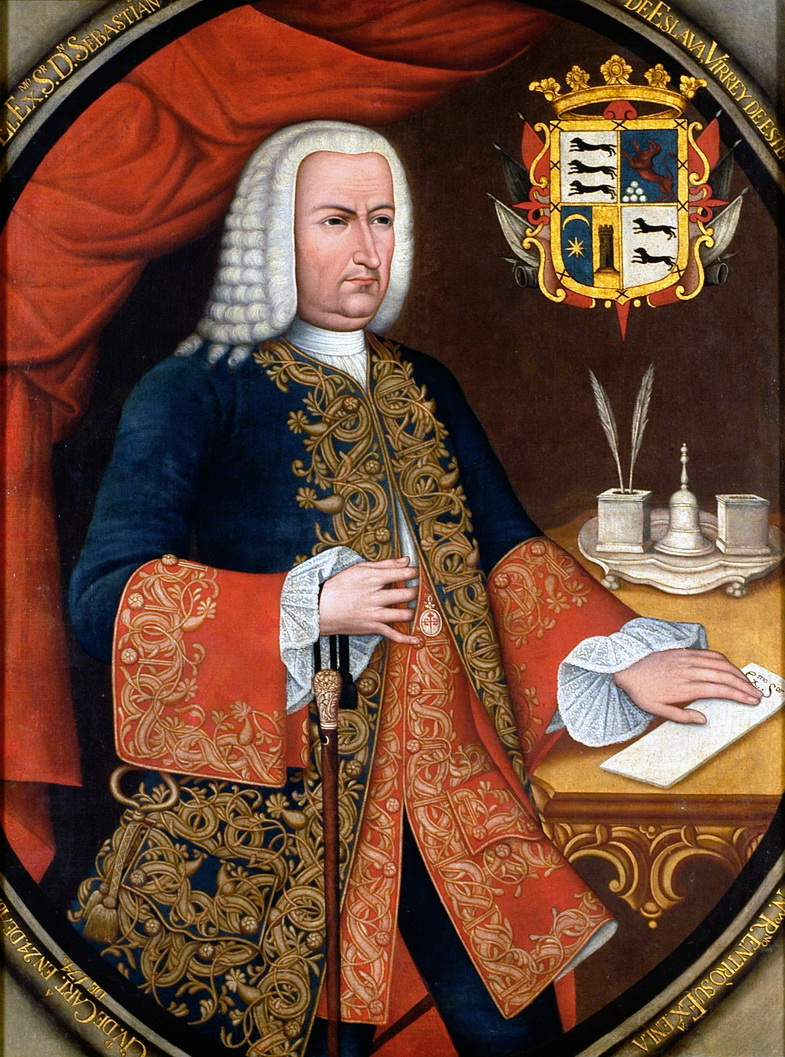
El virrey Sebastián de Eslava

## La guerra del Asiento 1739-1748

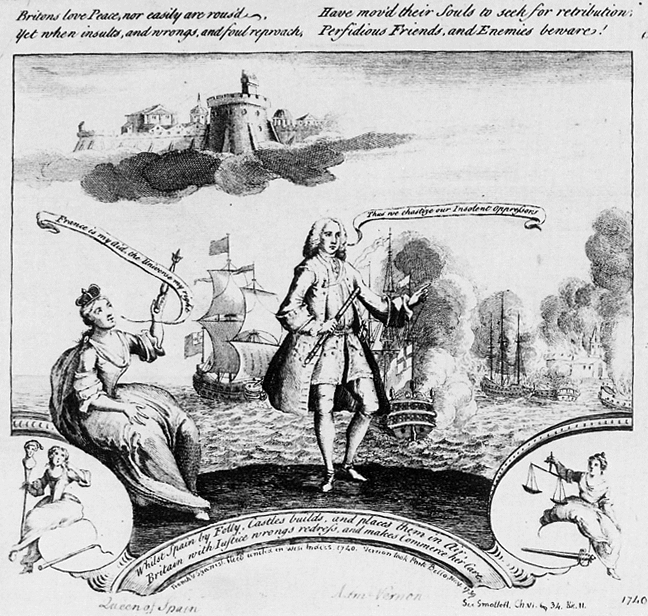
Sátira británica de 1740, en la que se puede leer la leyenda «Los españoles construyen castillos en el aire, los británicos le otorgan su importancia al comercio».

Véase también: Guerra del Asiento 1739-1748
Iniciando las hostilidades en noviembre de 1739, el almirante Edward Vernon atacó con seis buques la plaza de Portobelo en el istmo de Panamá. La plaza estaba defendida por tan solo setecientos hombres, por lo que el éxito de Vernon fue absoluto (este suceso da nombre a la calle Portobello Road, en Londres y además se compuso el famoso himno Rule, Britannia! conmemorando esa victoria). Mientras, las fuerzas del comodoro Anson, con el navío Septentrión y dos buques menores acosaban las colonias del Pacífico Sur, como maniobra de distracción, pero sin producir daños apreciables. Como fin último, Anson tenía la misión de apoyar desde la costa del Pacífico una futura operación militar en el istmo de Panamá que tendría como objetivo cortar las comunicaciones terrestres entre el Virreinato de Nueva Granada y el de Nueva España, para iniciar acto seguido la conquista británica de Nueva Granada.
Tras ese triunfo inicial, Vernon, envuelto en un clima de euforia, y azuzado por la opinión pública británica y por las incendiarias proclamas del joven parlamentario William Pitt, decidió dar un golpe decisivo, para lo que reunió una formidable flota de ciento ochenta y seis buques, con veintisiete mil seiscientos hombres, armada con dos mil cañones, que salió desde Port Royal (Jamaica) y fondeó a principios de marzo de 1741 junto a la costa de Cartagena de Indias, la ciudad más importante del Caribe, a la que llegaban todas las mercancías del comercio entre España y las Indias, incluyendo los tesoros extraídos de las minas de Potosí (actual Bolivia) y el Perú.
Cuando el virrey de la Nueva Granada, Sebastián de Eslava, tuvo conocimientos de la venida en fuerza de Vernon para tratar de conquistar Cartagena, como la plaza se hallaba sin gobernador militar, decidió tomar personalmente el mando de la defensa por lo que Blas de Lezo, jefe del apostadero y escuadra (seis navíos de línea) quedó como su inmediato subordinado. Disponía solamente de unos 3600 hombres y de una flota de seis buques: el Galicia, el San Carlos, el San Felipe, el África, el Dragón y el Conquistador.
En una carta fechada en Portobelo el 27 de noviembre de 1739, Vernon comenta a Lezo que ha dado un excelente trato a los prisioneros a pesar de que no lo merecían. Lezo le responde en carta fechada el 24 de diciembre del mismo año a bordo del Conquistador en un tono seco, arrogante y desafiante, y se despide de él no sin antes espetarle:

"Puedo asegurarle a Vuestra Excelencia, que si yo me hubiera hallado en Portobelo, se lo habría impedido, y si las cosas hubieran ido a mi satisfacción, habría ido también a buscarlo a cualquier otra parte, persuadiéndome de que el ánimo que faltó a los de Portobelo, me hubiera sobrado para contener su cobardía" (se entiende la de los defensores de Portobelo).

## La batalla

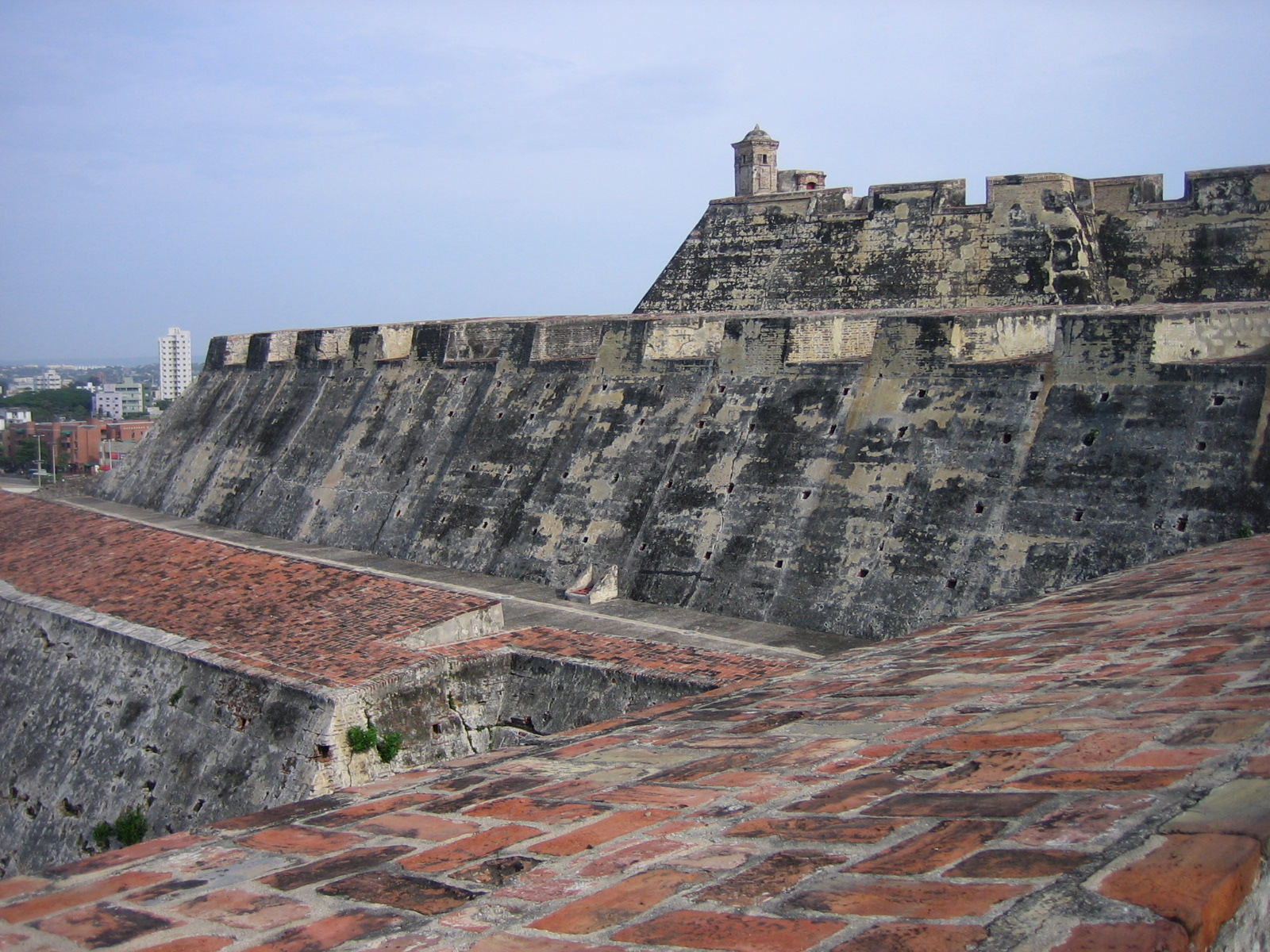
Castillo San Felipe de Barajas en Cartagena de Indias desde donde las fuerzas españolas de Blas de Lezo derrotaron a la flota y ejércitos británicos del Almirante Edward Vernon durante la Batalla de Cartagena.

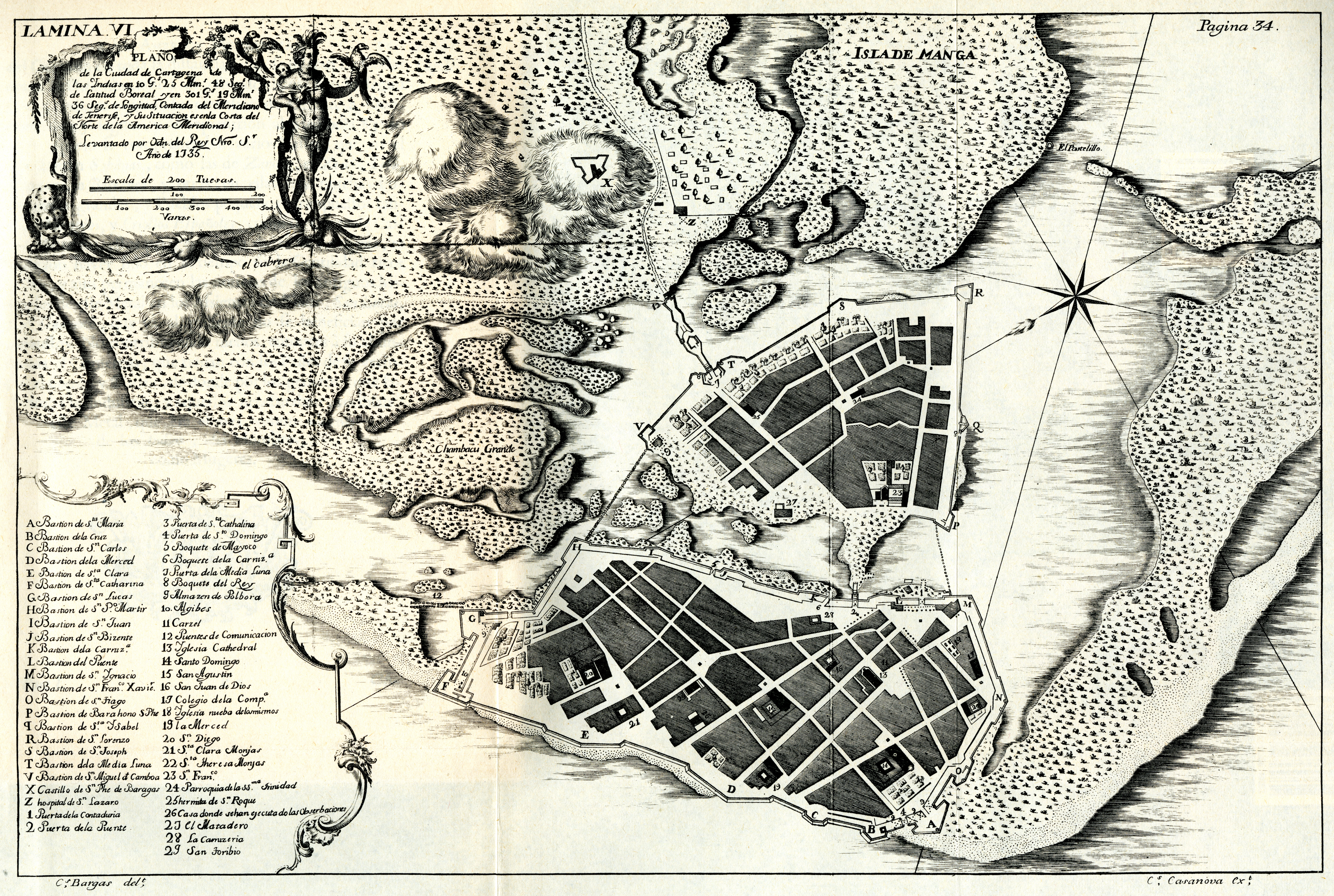
Plano de Cartagena de las Indias realizado en 1735 y publicado en la Obra Relación Histórica del Viaje a la América Meridional, de Jorge Juan y Antonio de Ulloa.

El novelista escocés Tobias Smollet, que participó como cirujano en la batalla, nos ha dejado una descripción de la misma en su novela Las aventuras de Roderick Random (1748). La gran flota británica fue avistada el 13 de marzo de 1741, lo que puso en vilo a la ciudad. Antes de disponerse a desembarcar, Vernon silencia las baterías de las fortalezas de Chamba, San Felipe y Santiago defendidas por el malagueño Lorenzo Alderete. Luego de atacar la fortaleza de Punta Abanicos en la Península de Barú, defendida por José Campuzano Polanco (1689-1760) de Santo Domingo, se dispuso a cañonear el fuerte de San Fernando de Bocachica día y noche durante dieciséis días. Bocachica estaba defendida por Carlos Desnaux con quinientos hombres que, finalmente, tuvieron que replegarse ante la superioridad ofensiva. Tras esta fortaleza solo quedaba la Fortaleza de Bocagrande como entrada a la bahía. En la primera se destruyeron cuatro barcos para impedir la navegación del estrecho canal y, en la segunda, dos barcos, en contra de la opinión de Blas de Lezo de que no serviría para mucho tras lo visto en Bocachica, para impedir igualmente el acceso a la bahía. El bloqueo del canal de Bocagrande no sirvió para mucho, como había pensado el almirante.
Tras esto, Vernon entró triunfante en la bahía y a su vez, todos los defensores españoles se atrincheraron en la fortaleza de San Felipe de Barajas tras haber abandonado la fortaleza de Bocagrande. Vernon, creyendo que la victoria era cuestión de tiempo, despachó un correo a Inglaterra dando la noticia de la victoria.
Seguidamente, ordenó un incesante cañoneo del castillo de San Felipe por mar y tierra para ablandar a las fuerzas guarnecidas en la fortaleza. En ella solo quedaban seiscientos hombres bajo el mando de Lezo y Desnaux. Vernon decide rodear la fortaleza y atacar por su retaguardia. Para ello se adentraron en la selva, lo que supuso una odisea para los británicos que contrajeron la malaria y perdieron a cientos de sus hombres. Sin embargo, llegaron a las puertas de la fortaleza y Vernon ordenó atacar con infantería. La entrada a la fortaleza era una estrecha rampa que De Lezo rápidamente mandó taponar con trescientos hombres armados con tan solo armas blancas, y lograron contener el ataque y causar mil quinientas bajas a los asaltantes.
La moral de los atacantes bajó considerablemente tras esto y por las epidemias que causaban continuas bajas. Vernon se puso muy nervioso en aquel momento ya que la resistencia a ultranza de los españoles superó con creces sus expectativas y ya había enviado la noticia de la victoria a Gran Bretaña. Vernon discutió acaloradamente con sus generales el plan a seguir. Finalmente decidieron construir escalas y sorprender a los defensores en la noche del 19 de abril.
Los asaltantes, al mando del general Thomas Wentworth, se organizaron en tres columnas de granaderos y varias compañías de casacas rojas. En vanguardia iban los esclavos jamaicanos armados con un simple machete. El avance era lento debido al gran peso de artillería que transportaban y al continuo fuego que salía de las trincheras y desde lo alto de la fortaleza, además de que estaban expuestos en una gran explanada; no obstante, lograron alcanzar las murallas. 

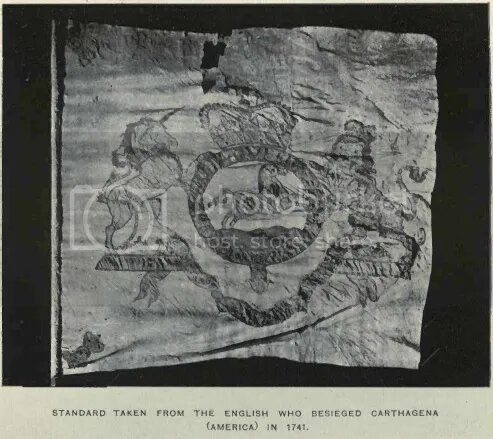
Pabellón capturado a los ingleses en el sitio de Cartagena de Indias de 1741, por mucho tiempo custodiado en la Real Armería de Madrid, desaparecido hoy día.

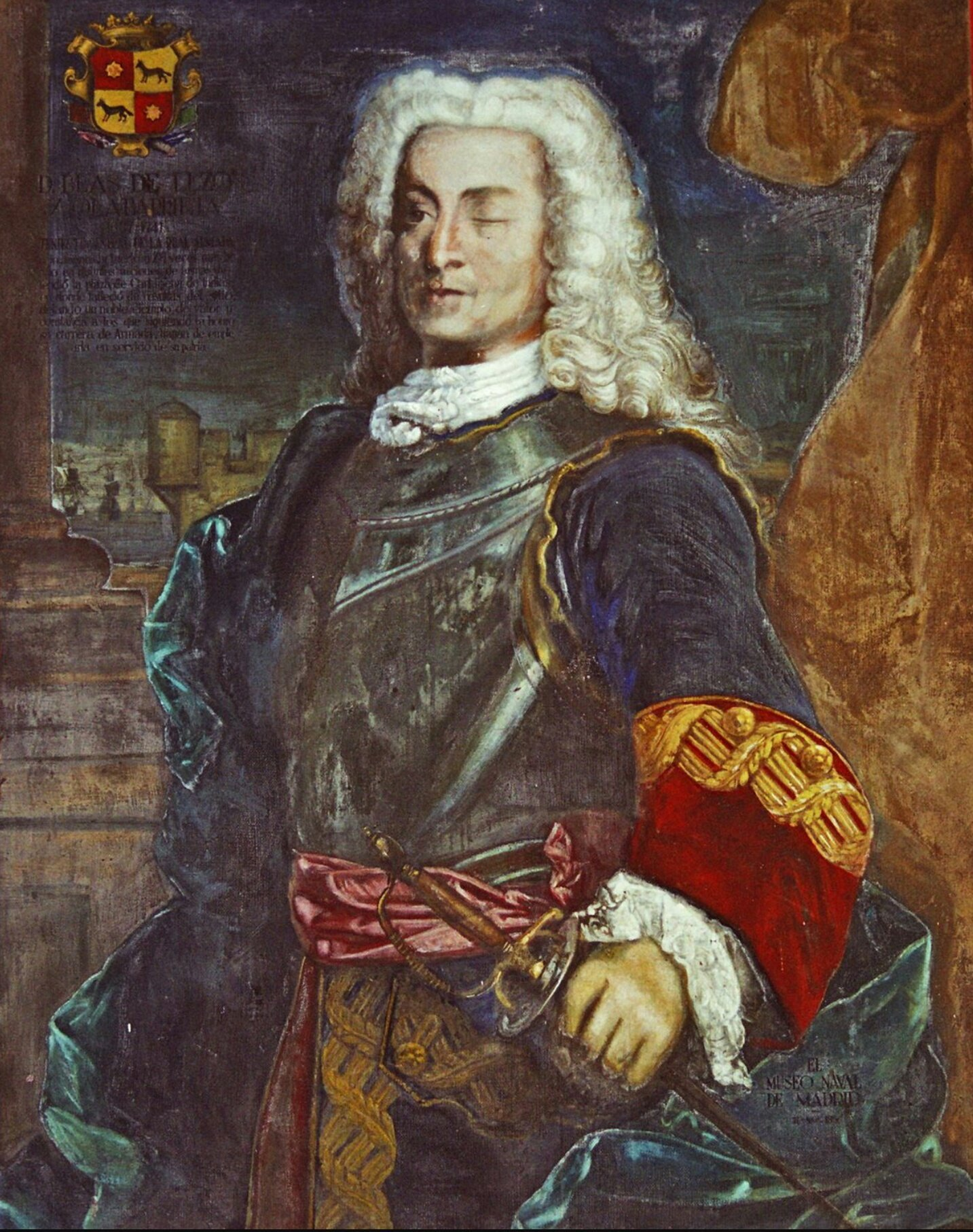
Don Blas de Lezo y Olavarrieta, almirante y héroe de la Armada y del Imperio Español. Retrato del Museo Naval de Madrid.

Pero Blas de Lezo, previendo este ataque, había ordenado cavar un foso en torno a la muralla, con lo que las escalas se quedaron cortas para superar el foso y la muralla, quedando los atacantes desprotegidos y sin saber qué hacer. Los españoles continuaron con su nutrido fuego, lo que provocó una gran masacre en las filas invasoras.
A la mañana siguiente, el 20 de abril, pudieron verse innumerables cadáveres, heridos y mutilados en los alrededores de la fortaleza, poniéndose de manifiesto la gravísima derrota británica. Los españoles aprovecharon para cargar a bayoneta provocando la huida de los británicos. Los españoles lograrían matar a cientos de ellos y hacerse con los pertrechos que abandonaron los sitiadores tras la huida.
Vernon no tuvo más remedio que retirarse a los barcos. Ordenó durante treinta días más un continuo cañoneo, ya que todavía no aceptaban la derrota. Sin embargo, las enfermedades y la escasez de provisiones empezaban a hacer mella en lo que quedaba de tropa. Finalmente, el Alto Mando británico ordena la retirada, de forma lenta y sin cesar de cañonear. Las últimas naves partieron el 20 de mayo. Tuvieron que incendiar cinco de ellas por falta de tripulación.

## Consecuencias

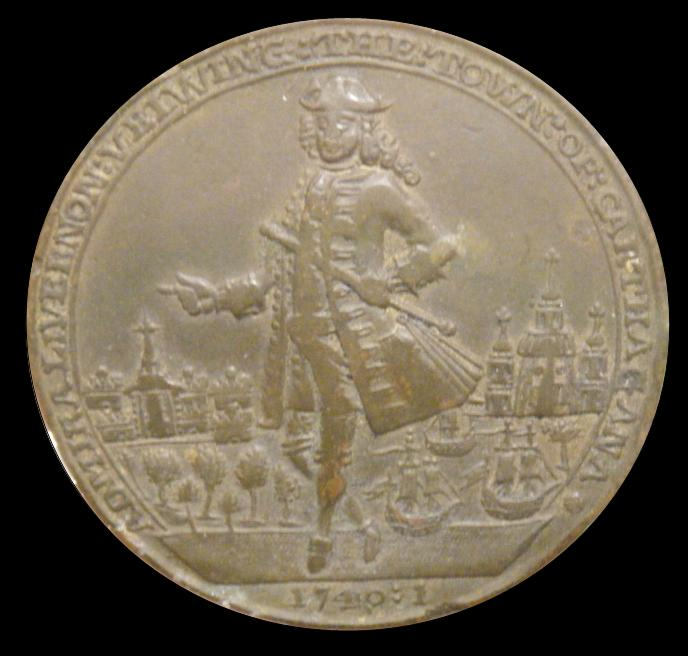
Medalla conmemorativa inglesa de la destrucción de los fuertes de Cartagena de Indias por Vernon. En ella aparece el almirante británico sosteniendo un bastón de mando mientras señala a la ciudad. La leyenda dice «Admiral Vernon veiwing the town of Carthagana», es decir «El almirante Vernon observando la villa de Cartagena». El reverso tiene la inscripción: «The forts of Carthagena destroyd by Ad^{m} Vernon» («Los fuertes de Cartagena destruidos por el almirante Vernon»).

### Consecuencias inmediatas

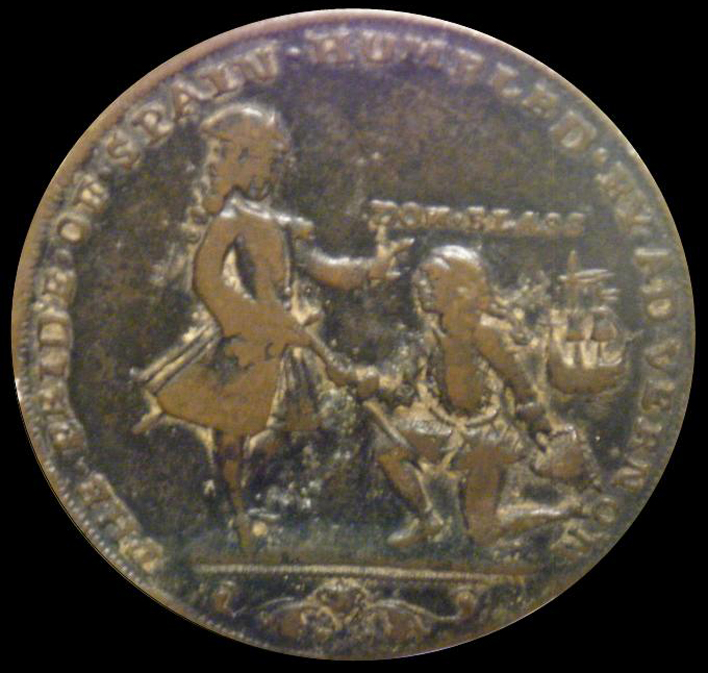
Medalla conmemorativa inglesa, que representa a Blas de Lezo con ambas piernas, arrodillado ante Vernon y entregándole su espada. La leyenda dice: "The pride of Spain humbled by Ad. Vernon", es decir, "El orgullo de España humillado por el almirante Vernon".

Los británicos tuvieron entre ocho mil y diez mil muertos y unos siete mil quinientos heridos, muchos de los cuales murieron en el trayecto a Jamaica.
Mientras tanto, en Gran Bretaña se estuvo celebrando la «victoria» sin conocerse aún el desastroso final. Se acuñaron hasta once tipos diferentes de medallas y monedas conmemorativas, ninguna oficial, y todas por artesanos al margen del gobierno, ensalzando la toma de Cartagena por parte de las fuerzas angloamericanas. Una de ellas mostraba a Lezo arrodillado ante Vernon, entregándole su espada y con la inscripción «El orgullo de España humillado por Vernon». Estas llegaron a circular por España para la burla de los españoles.
En conjunto, la guerra reportó escasos éxitos y muchos problemas a Gran Bretaña, ya que al fracaso de Cartagena de Indias se sumaron varias derrotas cuando los británicos trataron de tomar San Agustín (Florida), La Guaira y Puerto Cabello (Venezuela), Santiago de Cuba y La Habana. No obstante, el contraataque español en la batalla de Bloody Marsh, en Georgia, pudo ser repelido y por ello los combates finalizaron sin cambios fronterizos en América. Por su parte, España consiguió mantener sus territorios y prolongar su supremacía militar en América durante cerca de un siglo más.

### Consecuencias a largo plazo
Como resultado de esta batalla España fortaleció el control de su Imperio en América durante setenta años más aproximadamente y con él la prolongación de la rivalidad marítima entre españoles, franceses y británicos hasta comienzos del siglo XIX. Para el Reino Unido, las consecuencias a medio plazo fueron mucho más graves. Gracias a esta victoria sobre los británicos, España pudo mantener unos territorios y una red de instalaciones militares en el Caribe y el Golfo de México que serían magistralmente utilizados por el teniente coronel Bernardo de Gálvez para desempeñar un papel determinante en la independencia de las colonias británicas de Norteamérica, durante la llamada guerra de independencia estadounidense, en 1776. La guerra del Asiento se fundiría más tarde en la guerra de sucesión austríaca, por lo que Gran Bretaña y España no firmaron la paz hasta el Tratado de Aquisgrán, en 1748.
España renovó tanto el derecho de asiento como el navío de permiso con los británicos, cuyo servicio se había interrumpido durante la guerra. Sin embargo, esta restitución duraría apenas dos años, ya que por el Tratado de Madrid (1750), Gran Bretaña renunció a ambos a cambio de una indemnización de cien mil libras. Estas concesiones, que en 1713 parecían tan ventajosas (y constituyeron unas de las cláusulas del Tratado de Utrecht), se habían tornado prescindibles en 1748. Además, entonces ya parecía claro que la paz con España no duraría demasiado (se rompió de nuevo en 1761, al sumarse los españoles a la guerra de los Siete Años en apoyo de los franceses), así que su pérdida no resultaba para nada catastrófica.

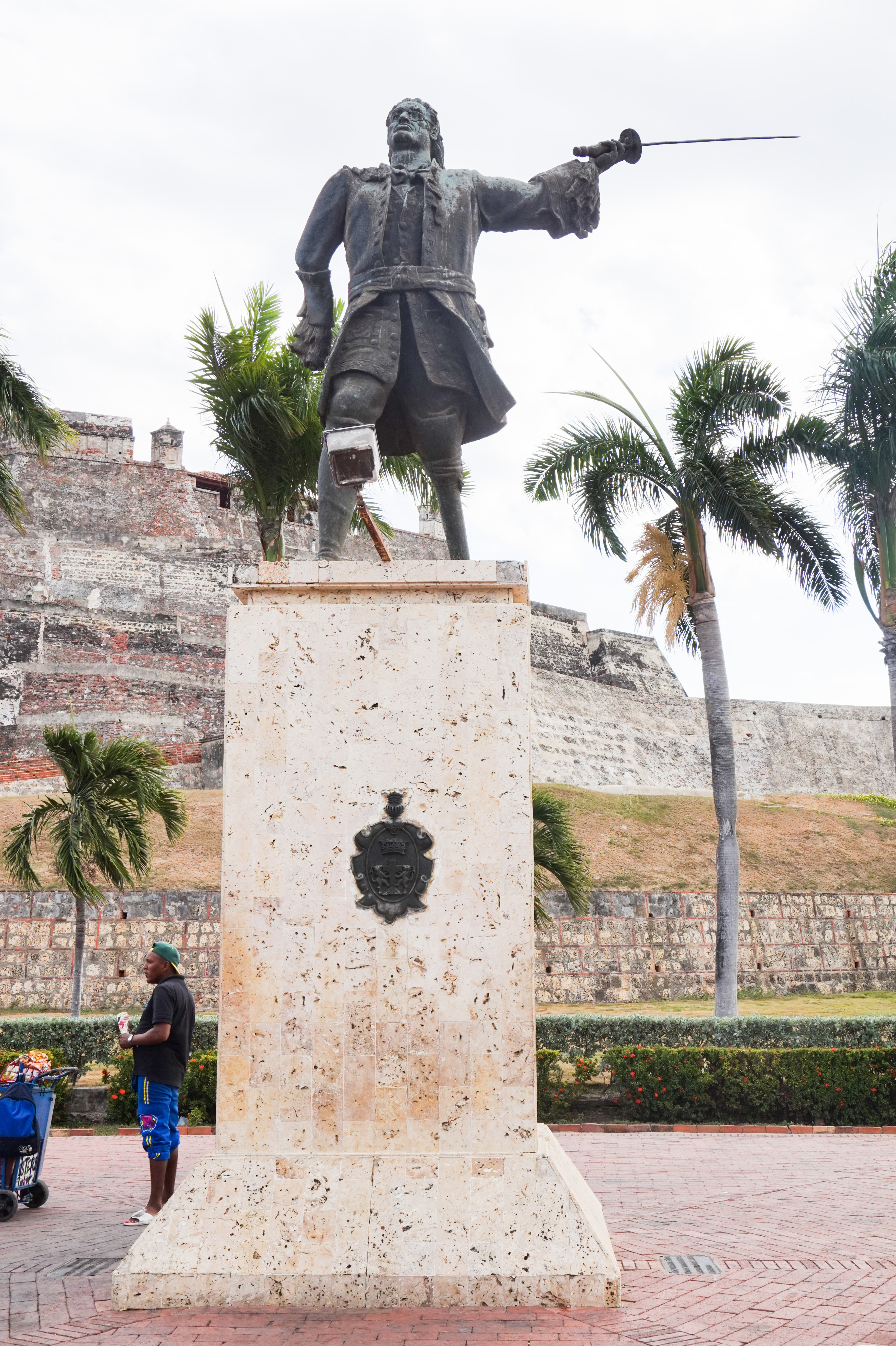
Estatua de Blas de Lezo y Olavarrieta, Cartagena, Colombia

Blas de Lezo fue honrado por su participación en el asedio de Cartagena de Indias, ya que una plaza y una avenida de la ciudad de Cartagena llevan su nombre. Una estatua moderna se encuentra frente al Castillo San Felipe de Barajas.
En 2014 el alcalde de Cartagena, Dionisio Vélez, ante la presión popular, ordenó la retirada de una placa conmemorativa en honor a los soldados británicos fallecidos durante el asedio, que había sido descubierta días antes por el príncipe Carlos de Gales y su esposa Camila, duquesa de Cornualles, durante su visita a la ciudad, ya que fue considerado un inaudito insulto a la memoria de los defensores españoles y neogranadinos.